# 소울칼리버 IV
소울칼리버 IV(Soulcalibur IV, 일본어: ソウルキャリバーIV)는 2008년 플레이스테이션 3, 엑스박스 360용으로 출시된 대전 격투 게임 소울칼리버 시리즈 중 6번째 게임이다. 전작에 비해 상당한 그래픽 개선이 있었으며 스타워즈 시리즈의 플레이 가능한 파이터로서 3명의 게스트 캐릭터가 포함된다. 아케이드 버전이 출시되지 않은 첫 소울칼리버 게임이며 II와 III에 이어 소울 시리즈의 마지막 1590 A.D. 삼부작 게임이다. 플레이스테이션 포터블용 스핀오프 작품인 소울칼리버: 브로큰 데스티니가 2009년 출시되었다.

## 평가
| 통합 점수     | 통합 점수 |
| 통합사        | 점수      |
| ------------- | --------- |
| 게임랭킹스    | 84.59%    |
| 메타크리틱    | 85/100    |
| 평론 점수     |           |
| 평론사        | 점수      |
| 1UP.com       | A         |
| EGM           | 88.3%     |
| 게임 레볼루션 | 83%       |
| 게임스팟      | 8.5 of 10 |
| 게임스파이    | 4.5 of 5  |
| IGN           | 8.7 of 10 |
| OPM (UK)      | 10/10     |
| 엑스플레이    | 4 of 5    |

| 수상                    | 수상                      |
| 평론사                  | 수상                      |
| ----------------------- | ------------------------- |
| Spike Video Game Awards | Fighting Game of the Year |